# Den nio-svansade demonräven
Den nio-svansade demonräven (九尾の妖狐 Kyūbi no Yōkō, på engelska "Demon Fox", eller "The Nine-Tailed Fox Spirit/Demon") är en ond varelse i den japanska mangan Naruto. Den är inspärrad i huvudpersonen, Naruto Uzumakis, kropp. Hans riktiga namn är Kurama.
- Typ av djur: Kitsune (Rödräv)
- Värd: Naruto Uzumaki
- Speciella egenskaper: Nästintill oändlig mängd chakra, ofattbar styrka
- Status: Död
- Seiyu: Tesshō Genda

## Beskrivning
Den nio-svansade demonräven är en väldigt kraftfull varelse; ett enda slag med dess svans kan skapa tsunamis och krossa berg. Efter att demonräven attackerade byn Lövgömman så förseglade den fjärde eldskuggan besten inuti den nyfödde Naruto, genom att använda en av hans krafter. Han miste även livet i processen.
Demonräven är en varelse som bär på ett stort hat. Den är intelligent och har en sadistisk personlighet. Däremot så har den en känsla av heder, och verkar nästan respektera Naruto och den fjärde eldskuggan. Den har också en stark känsla av stolthet och den blev förargad när Naruto tackade nej till att en gång använda dess chakra.
Som värd till demonräven så har Naruto fått vissa fördelar. Hans kropp läker och återhämtar sig mycket snabbt och kan få tillgång till demonrävens stora mängder med chakra. Den nästintill oändliga källan av chakra gör så att Naruto kan använda sin speciella teknik, Skuggklontekniken ("Kage Bunshin no jutsu") i större utsträckning. Han har även möjlighet att tillkalla den stora paddan Gamabunta tack vare hans stora mängder chakra. När besten inom Naruto börjar ta över genom att dess chakra läcker så blir Naruto starkare, men tappar gradvis sin besinning i takt med att mer av "The demon fox's cloak" tar form. Gradvis tar Kyuubis svansar form och vid mer än tre svansar tappar Naruto besinningen och hans bijuu tar över.